# Alfabeto cirillico bosniaco
L'alfabeto cirillico bosniaco, conosciuto come Bosančica [bosaŋtʃitsa], è una variante estinta dell'alfabeto cirillico che ha avuto origine in Bosnia ed Erzegovina. Ha influenze dell'alfabeto glagolitico più che del cirillico in uso per lo slavo ecclesiastico in Serbia.

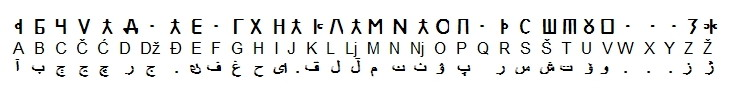
Antichi alfabeti bosniaci: bosančica (alto) e arabica (basso), comparati con l'attuale alfabeto in caratteri latini

Il cirillico bosniaco è stato ampiamente utilizzato in Bosnia-Erzegovina e nelle aree confinanti in Croazia (Dalmazia meridionale e Ragusa). È stato particolarmente in  uso da parte della Chiesa bosniaca. Il suo nome in lingua bosniaca è bosančica, bosanica o bošnjačko pismo (alfabeto bosniaco). È stato anche definito "cirillico occidentale", "alfabeto serbo", "cirillico serbo", "lettere serbe", "scrittura serba", "scrittura serbo-bosniaca", "cirillico serbo-bosniaco" , "cirillico croato-bosniaco".
Il cirillico bosniaco entra in uso nell'Alto Medioevo; il primo documento litico che ne fa uso è la Tavola di Humac, scolpita attorno all'anno 1000. Anche la Carta di Kulin il Bano (1189) è in cirillico bosniaco. Nei secoli successivi viene utilizzato per i documenti ufficiali della Chiesa bosniaca, specialmente dopo lo scisma con Roma. La sua epoca d'oro è tra il XIV e il XVII secolo. L'uso del cirillico bosniaco scema progressivamente con la conquista ottomana nel XV secolo e l'introduzione dell'alfabeto arebica, basato sull'arabo, e con la concorrenza degli alfabeti latino e cirillico. Il cirillico bosniaco rimane in uso come alfabeto della nobiltà bosniaca, con il nome di Begovica.
Il cirillico bosniaco è stato definito anche con i seguenti termini:
- bosanica (Stjepan Zlatović)
- bosanska azbukva (Ivan Berčić)
- bosanska ćirilica (Franjo Rački, 1828-1894)
- hrvatsko-bosanska ćirilica (Ivan Kukuljević Sakcinski, 1816-1889)
- bosansko-dalmatinska ćirilica (Vatroslav Jagić, 1838-1923)
- bosanska brzopisna grafija (E. F. Karskij)
- zapadna varijanta ćirilskog brzopisa (Petar Đorđić)
- zapadna (bosanska) ćirilica (Stjepan Ivšić, 1884-1962)
- harvacko pismo (Dmine Papalić)
- rvasko pismo, arvatica, arvacko pismo (Povaljska listina)
- poljičica, poljička azbukvica (among the people of Poljica - Frane Ivanišević)[5]
- sarpski (fra Antun Depope, Matija Divković in Nauk karstianski, 1616[6])
- serbski (Matija Antun Reljković (1732-1798) in Satir[7])
- stara srbija ("Vecchia Serbia", secondo i nobili ottomani bosniaci Kulenović).[8]

## Galleria d'immagini

Statuto di Poljica (1400)
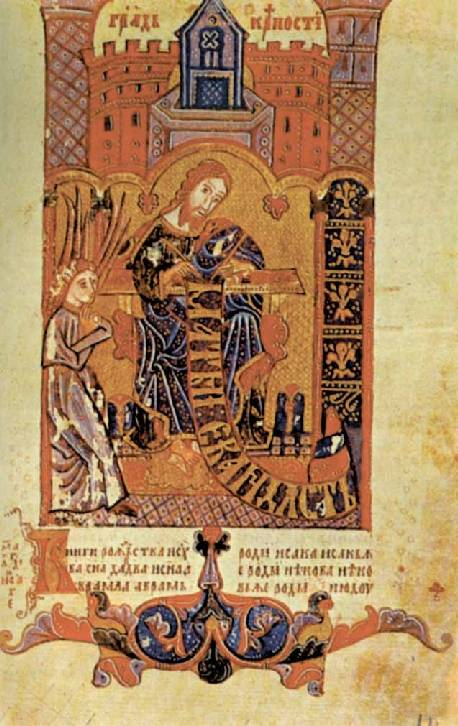
Codice di Hval (1404)
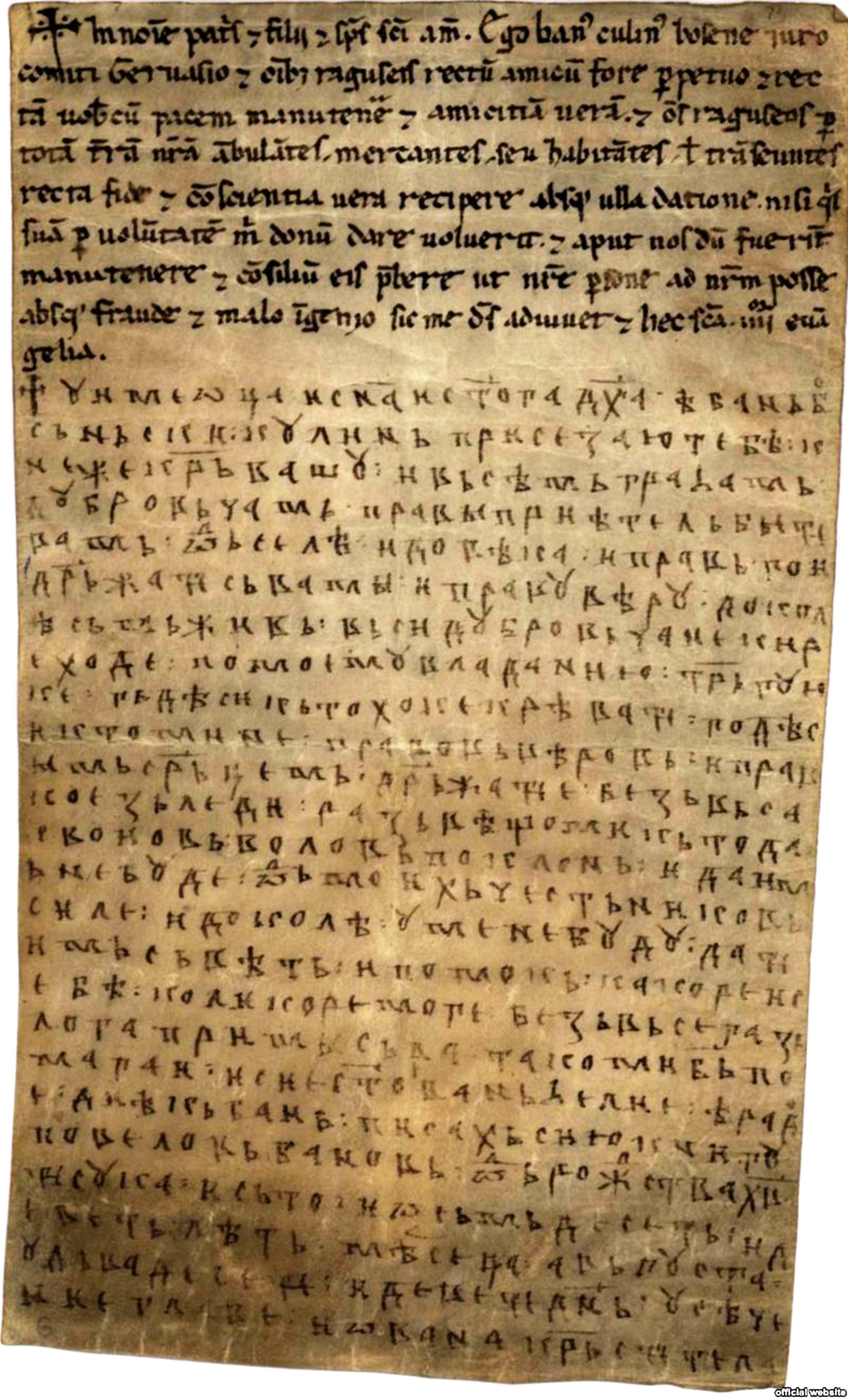
Carta di Kulin il Bano (1189)
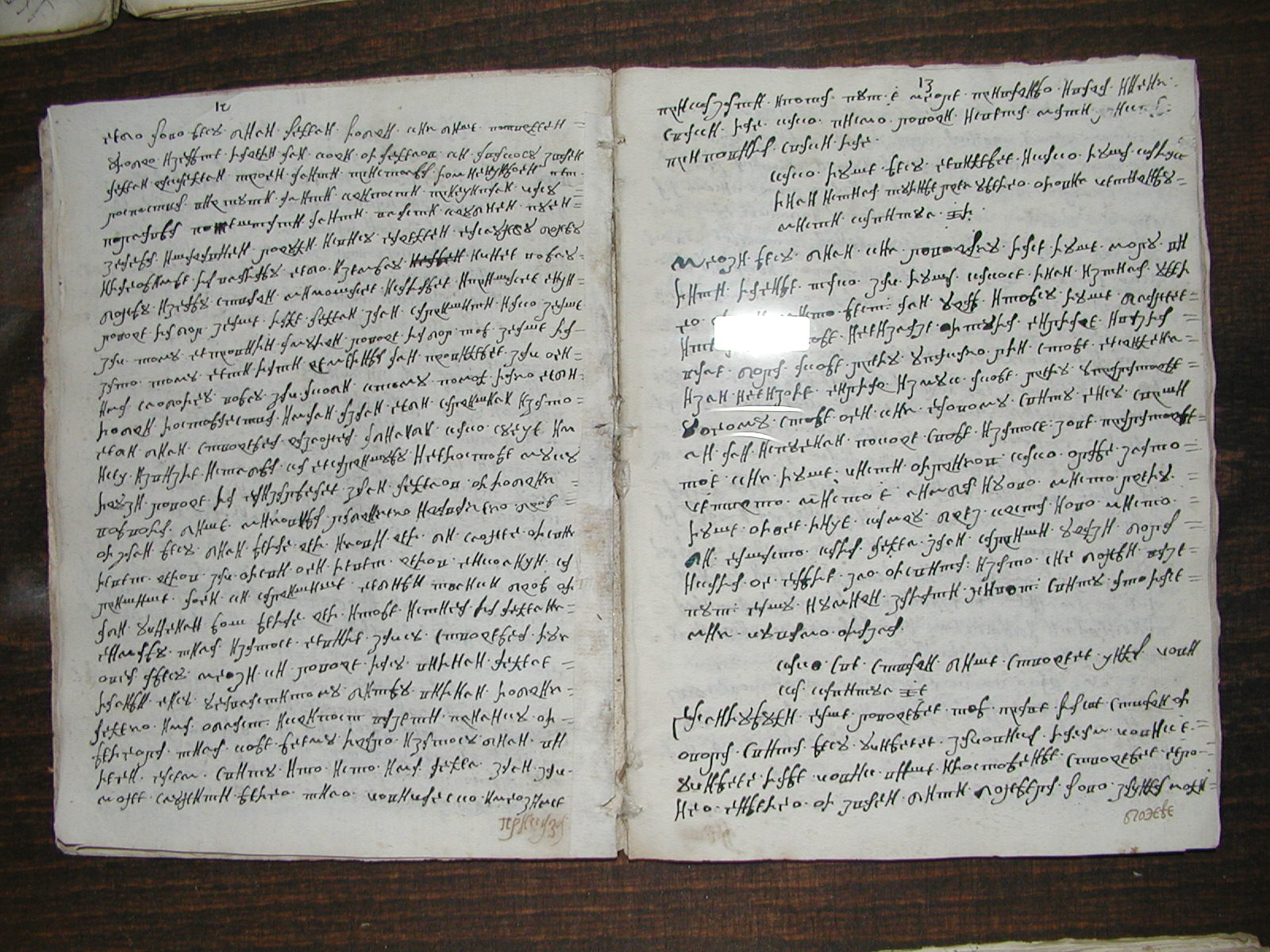
Iscrizioni in cirillico occidentale sull'isola di Brazza
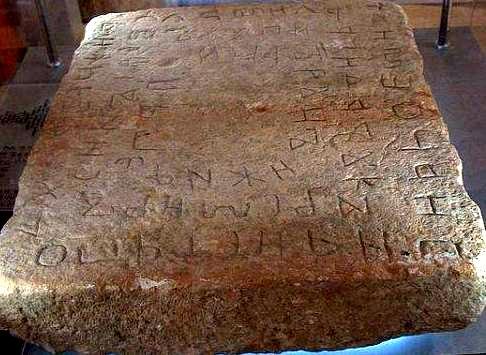
Tavola di Humac (1000)